# Kutzenhausen (Bavière)
Pour les articles homonymes, voir Kutzenhausen (homonymie).
Kutzenhausen est une commune allemande de Bavière située dans l'arrondissement d'Augsbourg et le district de Souabe.

## Géographie

Situation de Kutzenhausen dans l'arrondissement d'Augsbourg

Kutzenhausen est située dans le Parc naturel d'Augsbourg-Westliche Wälder, à 20 km à l'ouest d'Augsbourg. La commune est composée de 6 villages (population en 2008), Kutzenhausen (690), Agawang (589), Buch (198), Maingründel (322), Rommelsried (614), Unternesfried (85) et de 3 hameaux et lieux inhabités, Boschorn (14), Brunnenmühle (28) et Katzenlohe (9).
Communes limitrophes (en commençant par le nord et dans le sens des aiguilles d'une montre) : Horgau Diedorf, Gessertshausen, Fischach, Ustersbach et Dinkelscherben.

## Histoire
Le village de Kutzenhausen est donné par le burgrave Friedrich de Zusameck à l'évêché d'Augsbourg en 1407. Il restera en sa possession jusqu'à la sécularisation de 1803. En 1806, à la suite du Recès d'Empire, Kutzenhausen est intégré au royaume de Bavière. La commune a appartenu à l'arrondissement de  Zusmarshausen jusqu'à la disparition de ce dernier en 1927.
Lors des réformes administratives des années 1970, les communes d'Agawang et de Buch (en 1972) et de Rommelsried (en 1978) ainsi que le village de Maingründel (qui faisait partie de l'ancienne commune de Reitenbuch, aujourd'hui Fischach), sont incorporés au territoire communal de Kutzenhausen.
De 1978 à 1993, Kutzenhausen a fait partie de la communauté d'administration de Gessertshausen, qu'elle a quittée à l'heure actuelle.

## Démographie
| 1840  | 1871  | 1900  | 1925  | 1939  | 1950  | 1961  | 1970  | 1987  |
| ----- | ----- | ----- | ----- | ----- | ----- | ----- | ----- | ----- |
| 1 090 | 1 147 | 1 274 | 1 357 | 1 287 | 1 894 | 1 621 | 1 792 | 2 034 |

| 2000  | 2005  | 2009  | - | - | - | - | - | - |
| ----- | ----- | ----- | - | - | - | - | - | - |
| 2 420 | 2 514 | 2 493 | - | - | - | - | - | - |

## Économie
Kutzenhausen est le siège de la brasserie Rapp, qui a une notoriété régionale.

## Jumelage
- Kutzenhausen (France) depuis le 31 mai 1987